# Schlitzer Korn- & Edelobstbrennerei
Die Schlitzer Korn- & Edelobstbrennerei GmbH ist ein Spirituosen-Hersteller in Schlitz in Hessen.

## Geschichte
Gegründet wurde die Destillerie 1585. Damit gilt sie als älteste (nach anderen Quellen zweitälteste) Brennerei Deutschlands. Sie produzierte bis ins 20. Jahrhundert in einem Nebengebäude der Schlitzer Brauerei, bevor sie schließlich ihren heutigen Standort bezog.
Der ehemals gräfliche Besitz ging 1969 in Verbindung mit dem Karlshof als Staatsdomäne in den Besitz des Landes Hessen über. Im Jahr 2006 wurde die Brennerei verkauft und in eine GmbH umgewandelt. Heutige Eigentümer sind die Städte Schlitz (90 %) und Hünfeld (10 %).

## Produkte
Insgesamt produziert die Destillerie über 35 verschiedene Spirituosen; neben dem Schlitzer Korn werden Burgen-Kümmel, Edelliköre, Fruchtsaftliköre, Kräuterliköre, Edelobstbrände und ein Whiskey hergestellt und überregional vertrieben, unter anderem unter den Marken Feinbitter, Schwarzwilderer, Bruder Bernhard, Rhönwurz und Magenbitter Boonekamp. Dafür werden Kräuter und zumeist heimische Obstsorten wie Schlehen, Heidelbeeren, Zitronen, Cassis, Waldmeister, Himbeere, Kirsch und Orange verwendet. Die Produkte – seit 2008 auch in Bio-Qualität – wurden von der DLG bereits mehrfach ausgezeichnet. Zudem wurde der Himbeerbrand beim internationalen Degustationswettbewerb mit dem Prädikat „weltspitze, Top Level, 5 Sterne“ ausgezeichnet. Seit 2012 bietet das Unternehmen – der Nachfrage folgend – Burgen-Wodka an.
Alle zwei Jahre wird als „Repräsentantin der Schlitzer Destillerie und der Stadt Schlitz“ eine Kornkönigin gewählt.